# Erstatningsret
Erstatningsret er en privatretlig juridisk disciplin. Jurister sondrer mellem erstatning i kontrakt og erstatning uden for kontrakt.
Udgangspunktet er, at skadelidte selv bærer tabet for den erstatningsberettigende skade. Man er ikke erstatningsansvarlig over for sig selv.
Der gælder ikke erstatningsansvar, hvis skaden er sket som følge af en hændelig begivenhed; se dommen U.2021.1369 V.
Fire kumulative betingelser skal være opfyldt for at skadelidte kan opnå erstatning:
- 1) En skadelidt person har lidt et tab, som kan måles i kroner og ører.[5]
- 2) En anden person er skadevolder;[6] det vil sige, at der skal være et ansvarsgrundlag.[7]
  - Ansvarsgrundlag kan være culpa eller objektivt ansvar.[8] Endvidere findes præsumptionsansvar.[9]
    - culpa kan enten være simpel uagtsomhed eller grov uagtsomhed eller forsæt.[10]
    - objektivt ansvar betegner et skærpet ansvar, som gælder selv hvis skaden er hændelig.
    - præsumptionsansvar er culpaansvar med omvendt bevisbyrde.
- 3) Der skal desuden være en årsagssammenhæng (kausalitet) mellem skadevolders ansvarspådragende handling og det tab, som den skadelidte har lidt.[11]
- 4) Der skal også være påregnelighed (adækvans);[12] altså at skadevolder skal kunne forvente, at hans handling eller undladelse kan medføre en skade.[13]
- 5) Som en femte betingelse kan nævnes, at der ikke må foreligge en objektiv ansvarsfrihedsgrund.[14] Hvis skadelidte enten selv har medvirket til skadens opståen eller har undladt at begrænse sit tab, så kan erstatningskravet mod skadevolder blive lempet.[15] Lempelse sker med hjemmel i erstatningsansvarsloven (EAL) § 24.[16]
  - En objektiv ansvarsfrihedsgrund kan være nødret eller lovligt nødværge.[17] En proportional (skånsom) anholdelse kan også udgøre en objektiv ansvarsfrihedsgrund.[18]
  - Samtykke eller accept af risiko udgør også objektive ansvarsfrihedsgrunde.[19]
  - Negotiorum gestio kan også udgøre en objektiv ansvarsfrihedsgrund.[14]
  - Skadelidte har tabsbegrænsningespligt.[20]

## Personskadeerstatning
Lex generalis er erstatningsansvarsloven og forældelsesloven; mens lex specialis er arbejdsskadesikringsloven eller klage- og erstatningsloven eller offererstatningsloven eller forsikringsaftaleloven.

### Bøger
- Nanna Baade & Laura Tholstrup, 2025: Lærebog i personskadeerstatning. Karnov Group. 2. udgave. ISBN 9788761945617
- Leif Donbæk Thomsen, 2019: Personskade - sådan sikrer du dig den erstatning, du har ret til. Frydenlund. ISBN 9788772161006
- Bo von Eyben, 2018: Personskadeserstatning. Karnov Group. ISBN 9788761940445